# Origin of Muse
Origin of Muse é um box set da banda britânica Muse, lançado em 6 de dezembro de 2019, através das gravadoras Warner Records e Helium 3. Inclui edições remasterizadas dos dois primeiros álbuns do grupo, Showbiz e Origin of Symmetry, bem como b-sides, demos e performances ao vivo, remetentes ao começo de sua carreira. No total, inscrevem-se 113 faixas, nove CDs, e quatro unidades de vinil.

## Conteúdos e desferimento
A caixa alberga um livro de 48 páginas alojado ao interior de uma mala. O conglomerado logra de nove CDs e quatro discos de vinil ilustrados. O álbum de estreia do ajuntamento, Showbiz, aliado ao lançamento ulterior, Origin of Symmetry, foram remasterizados para o registro. Ambos os álbuns abonam, separadamente, dois discos de vinil, refletidos, também, em cópias no formato CD. O restante do conjunto introduz os álbuns Newton Abbot Demo, The Muse EPs + Showbiz Demos, e Origin of Symmetry Instrumental Demos. As trilhas manifestadas como 'lados-B' distribuídas durante as eras de Showbiz e Origin of Symmetry apresentam, cada, CDs inatos. Uma compilação de faixas da era Showbiz executadas ao vivo está presente em um CD, enquanto uma performance de todo o álbum Origin of Symmetry durante o Reading and Leeds Festival 2011 encontra-se em outro. Franqueando-se outros temas que não a música somente, o livro apresenta uma entrevista aprofundada com a banda tangendo o início e as sessões de gravação dos dois álbuns inceptivos. Adicionalmente, garante setlists de shows, fotos e pôsteres das épocas transfixadas.
A coleção, altercando o caráter das faixas reservadas, contém 40 como não lançadas. Foi lançado via HMV em 6 de dezembro de 2019 e em outros canais em 6 de dezembro.

## Faixas (CD)

### Newton Abbot Demos
| N.º | Título                    | Duração |  |
| 1.  | "Cave"                    |         |  |
| 2.  | "Rain"                    |         |  |
| 3.  | "Agitated"                |         |  |
| 4.  | "Crazy Days"              |         |  |
| 5.  | "Coma"                    |         |  |
| 6.  | "Connect the Kettle Lead" |         |  |
| 7.  | "Balloonatic"             |         |  |
| 8.  | "Boredom"                 |         |  |
| 9.  | "Sober"                   |         |  |
| 10. | "Jimmy Kane"              |         |  |
| 11. | "Ashamed"                 |         |  |
| 12. | "Plug In Baby"            |         |  |
| 13. | "Earthquake"              |         |  |
| 14. | "Good News"               |         |  |
| 15. | "Overdue"                 |         |  |

### The Muse EPs + Showbiz Demos
| N.º | Título                                                 | Duração |  |
| 1.  | "Overdue"                                              |         |  |
| 2.  | "Cave"                                                 |         |  |
| 3.  | "Coma"                                                 |         |  |
| 4.  | "Escape"                                               |         |  |
| 5.  | "Muscle Museum"                                        |         |  |
| 6.  | "Sober"                                                |         |  |
| 7.  | "Uno"                                                  |         |  |
| 8.  | "Unintended"                                           |         |  |
| 9.  | "Pink Ego Box"                                         |         |  |
| 10. | "Muscle Museum #2"                                     |         |  |
| 11. | "Showbiz" (Ao vivo no Sawmills Studios, 1998)          |         |  |
| 12. | "Do We Need This?" (Ao vivo no Fortress Studios, 1999) |         |  |
| 13. | "Sunburn" (Ao vivo no Fortress Studios, 1999)          |         |  |
| 14. | "Overdue" (Ao vivo, Fortress Studios, 1999)            |         |  |
| 15. | "Uno" (Versão alternativa, RAK Studios, 1999)          |         |  |

### Showbiz(remasterização de 2019)
| N.º | Título                        | Duração |  |
| 1.  | "Sunburn"                     |         |  |
| 2.  | "Muscle Museum"               |         |  |
| 3.  | "Filip"                       |         |  |
| 4.  | "Falling Down"                |         |  |
| 5.  | "Cave"                        |         |  |
| 6.  | "Showbiz"                     |         |  |
| 7.  | "Unintended"                  |         |  |
| 8.  | "Uno"                         |         |  |
| 9.  | "Sober"                       |         |  |
| 10. | "Spiral Static" (faixa bônus) |         |  |
| 11. | "Escape"                      |         |  |
| 12. | "Overdue"                     |         |  |
| 13. | "Hate This and I'll Love You" |         |  |

### Showbiz B-sides
| N.º | Título                                                           | Duração |  |
| 1.  | "Recess" (Versão alternativa dispensada [Trident Studios, 1999]) |         |  |
| 2.  | "Jimmy Kane"                                                     |         |  |
| 3.  | "Forced In"                                                      |         |  |
| 4.  | "Agitated"                                                       |         |  |
| 5.  | "Twin"                                                           |         |  |
| 6.  | "Host"                                                           |         |  |
| 7.  | "Do We Need This?"                                               |         |  |
| 8.  | "Con-Science"                                                    |         |  |
| 9.  | "Minimum"                                                        |         |  |
| 10. | "Ashamed"                                                        |         |  |
| 11. | "Yes Please"                                                     |         |  |
| 12. | "Recess"                                                         |         |  |
| 13. | "Nishe"                                                          |         |  |

### Showbiz Live
| N.º | Título                                                    | Duração |  |
| 1.  | "Uno" (The Pyramid Centre, Portsmouth, 1999)              |         |  |
| 2.  | "Cave" (The Pyramid Centre, Portsmouth, 1999)             |         |  |
| 3.  | "Muscle Museum" (The Pyramid Centre, Portsmouth, 1999)    |         |  |
| 4.  | "Falling Down" (The Pyramid Centre, Portsmouth, 1999)     |         |  |
| 5.  | "Filip" (The Pyramid Centre, Portsmouth, 1999)            |         |  |
| 6.  | "Do We Need This?" (The Pyramid Centre, Portsmouth, 1999) |         |  |
| 7.  | "Agitated" (The Astoria, London, 2000)                    |         |  |
| 8.  | "Sunburn" (The Astoria, London, 2000)                     |         |  |
| 9.  | "Plug In Baby" (The Astoria, London, 2000)                |         |  |
| 10. | "Showbiz" (The Astoria, London, 2000)                     |         |  |
| 11. | "Cave" (Demo acústica, Airfield Studios, 1999)            |         |  |
| 12. | "Muscle Museum" (Demo acústica, Airfield Studios, 1999)   |         |  |

### Origin of Symmetry Instrumental Demos
| N.º | Título               | Duração |  |
| 1.  | "Micro Cuts"         |         |  |
| 2.  | "Feeling Good"       |         |  |
| 3.  | "Space Dementia"     |         |  |
| 4.  | "Hyper Music"        |         |  |
| 5.  | "Citizen Erased"     |         |  |
| 6.  | "Megalomania"        |         |  |
| 7.  | "Screenager"         |         |  |
| 8.  | "Shrinking Universe" |         |  |
| 9.  | "Shine"              |         |  |

### Origin of Symmetry(remasterização de 2019)
| N.º | Título                   | Duração |  |
| 1.  | "New Born"               |         |  |
| 2.  | "Bliss"                  |         |  |
| 3.  | "Space Dementia"         |         |  |
| 4.  | "Hyper Music"            |         |  |
| 5.  | "Plug In Baby"           |         |  |
| 6.  | "Citizen Erased"         |         |  |
| 7.  | "Micro Cuts"             |         |  |
| 8.  | "Screenager"             |         |  |
| 9.  | "Darkshines"             |         |  |
| 10. | "Feeling Good"           |         |  |
| 11. | "Futurism" (faixa bônus) |         |  |
| 12. | "Megalomania"            |         |  |

### Origin of Symmetry B-Sides
| N.º | Título                                           | Duração |  |
| 1.  | "Nature_1"                                       |         |  |
| 2.  | "Execution Commentary"                           |         |  |
| 3.  | "Bedroom Acoustics"                              |         |  |
| 4.  | "Shrinking Universe"                             |         |  |
| 5.  | "Piano Thing"                                    |         |  |
| 6.  | "Map of Your Head"                               |         |  |
| 7.  | "The Gallery"                                    |         |  |
| 8.  | "Hyper Chondriac Music"                          |         |  |
| 9.  | "Shine"                                          |         |  |
| 10. | "Please, Please, Please, Let Me Get What I Want" |         |  |
| 11. | "Dead Star"                                      |         |  |
| 12. | "In Your World"                                  |         |  |
| 13. | "Can't Take My Eyes Off You"                     |         |  |

### Origin of Symmetry Live at Reading Festival
| N.º | Título           | Duração |  |
| 1.  | "New Born"       |         |  |
| 2.  | "Bliss"          |         |  |
| 3.  | "Space Dementia" |         |  |
| 4.  | "Hyper Music"    |         |  |
| 5.  | "Plug In Baby"   |         |  |
| 6.  | "Citizen Erased" |         |  |
| 7.  | "Micro Cuts"     |         |  |
| 8.  | "Screenager"     |         |  |
| 9.  | "Darkshines"     |         |  |
| 10. | "Feeling Good"   |         |  |
| 11. | "Megalomania"    |         |  |

## Faixas (vinil)

### Showbiz(remasterização de 2019)
| Side A |                 |         |  |
| N.º    | Título          | Duração |  |
| 1.     | "Sunburn"       |         |  |
| 2.     | "Muscle Museum" |         |  |
| 3.     | "Filip"         |         |  |

| Side B |                |         |  |
| N.º    | Título         | Duração |  |
| 1.     | "Falling Down" |         |  |
| 2.     | "Cave"         |         |  |
| 3.     | "Showbiz"      |         |  |
| 4.     | "Unintended"   |         |  |

| Side C |                               |         |  |
| N.º    | Título                        | Duração |  |
| 1.     | "Uno"                         |         |  |
| 2.     | "Sober"                       |         |  |
| 3.     | "Spiral Static" (faixa bônus) |         |  |

| Side D |                               |         |  |
| N.º    | Título                        | Duração |  |
| 1.     | "Escape"                      |         |  |
| 2.     | "Overdue"                     |         |  |
| 3.     | "Hate This and I'll Love You" |         |  |

### Origin of Symmetry(remasterização de 2019)
| Side A |                  |         |  |
| N.º    | Título           | Duração |  |
| 1.     | "New Born"       |         |  |
| 2.     | "Bliss"          |         |  |
| 3.     | "Space Dementia" |         |  |

| Side B |                  |         |  |
| N.º    | Título           | Duração |  |
| 1.     | "Hyper Music"    |         |  |
| 2.     | "Plug In Baby"   |         |  |
| 3.     | "Citizen Erased" |         |  |

| Side C |              |         |  |
| N.º    | Título       | Duração |  |
| 1.     | "Micro Cuts" |         |  |
| 2.     | "Screenager" |         |  |

| Side D |                          |         |  |
| N.º    | Título                   | Duração |  |
| 9.     | "Darkshines"             |         |  |
| 10.    | "Feeling Good"           |         |  |
| 11.    | "Futurism" (Faixa bônus) |         |  |
| 12.    | "Megalomania"            |         |  |